# Михневская улица
Ми́хневская улица — улица на юге Москвы в районе Бирюлёво Восточное от Лебедянской улицы до Бирюлёвской улицы. Нумерация домов начинается от Лебедянской улицы, все дома имеют индекс 115547.

## История
Названа 14 марта 1964 года по посёлку городского типа Михнево в Московской области. До 1960 года  — улица Кирова в посёлке Бирюлёво.

## Здания и сооружения
- д. 21 — Детская городская поликлиника № 116

## Транспорт

### Железнодорожный транспорт
Платформа «Бирюлёво-Пассажирская» Павелецкого направления МЖД

### Автобус
| м88:  | Платформа Бирюлёво-Пассажирская • Царицыно                |
| м89:  | Загорьевская улица • Царицыно • Кантемировская            |
| 826:  | Орехово • Домодедовская • Платформа Бирюлёво-Пассажирская |
| с809: | Станция Бирюлёво-Товарная • 6-й микрорайон Загорья        |

«→» — остановки проходятся только при движении в прямом направлении; «←» — остановки проходятся только при движении в обратном направлении.